# Chloral
Chloral (trichloroetanal, aldehyd trichlorooctowy), CCl3CHO – organiczny związek chemiczny z grupy aldehydów. Jest to bezbarwna, ruchliwa, oleista ciecz o drażniącym słodkawo-eterowym zapachu. Rozpuszcza się w alkoholu etylowym, eterze dietylowym, chloroformie. Z wodą tworzy hydrat CCl3CH(OH)2 zwany wodzianem chloralu lub hydratem chloralu.
Chloral otrzymuje się przez halogenowanie chlorem alkoholu etylowego lub aldehydu octowego.
Stosowany do otrzymywania wodzianu chloralu i pochodnych, których używa się jako środków nasennych. Dawniej używany był do produkcji DDT. 